# Lithobates magnaocularis
Lithobates magnaocularis es una especie de anfibio anuro de la familia Ranidae.

## Distribución geográfica
Esta especie es endémica del noroeste de México. Habita a una altitud de hasta 470 m a lo largo de la costa del Pacífico en la Sierra Madre Occidental:
- en Sonora;
- en Chihuahua;
- en Sinaloa;
- en Nayarit;
- en Jalisco.[4]

## Publicación original
- Frost & Bagnara, 1974 : A new species of leopard frog (Rana pipiens complex) from northwestern Mexico. Copeia, vol. 1976, n.º 2, p. 332-338.[5]